# Соловьёв, Владимир Александрович (самбист)
Владимир Александрович Соловьёв (1953 — 1998) — советский самбист, призёр чемпионатов СССР, чемпион Европы, мастер спорта СССР международного класса (1976).

## Биография
Выпускник Высшего политического училища МВД СССР 1977 года. Выступал за клуб «Динамо» (Ленинград). Его тренером был А. Н. Чернигин. В 1971 году стал чемпионом СССР среди юниоров.
Работал в системе МВД СССР на комсомольских должностях. После распада СССР занимался бизнесом. Погиб в 1998 году. 

## Спортивные результаты
- Спартакиада народов СССР 1975 года — ;
- Чемпионат СССР по самбо 1976 года — ;

## Турнир им. В. А. Соловьева
Официальное название: «Фестиваль единоборств – Турнир им. В. А. Соловьева». Проводится в Санкт-Петербурге ежегодно с 2012 года. Является одним из наиболее крупных спортивных мероприятий и входит в перечень значимых спортивных событий Санкт-Петербурга. В программу фестиваля входят соревнования спортсменов по следующим видам единоборств — самбо, дзюдо, бокс, джиу-джитсу, карате. Главная идея фестиваля — в преемственности поколений. На фестивале ежегодно присутствуют бывшие и действующие чемпионы мира, Европы и России, такие как Денис Гольцов, Алексей Веселовзоров, Павел Коржавых, Абдулбари Гусейнов, Александр Дрозд, Игорь Пеплов и многие другие.